# Hendro Kartiko
Hendro Kartiko (23 aprile 1973) è un ex calciatore indonesiano, di ruolo portiere.

## Carriera

### Club
Ha giocato nella prima divisione indonesiana.

### Nazionale
Con la nazionale indonesiana ha partecipato ai Coppa d'Asia 1996, 2000 e 2004.

## Palmarès

### Club
- Campionato indonesiano: 2

PSM Makassar: 1999-2000
Persebaya Surabaya: 2004